# Danmark i olympiska sommarspelen 1992
Danmark deltog med 110 deltagare vid de olympiska sommarspelen 1992 i Barcelona. Totalt vann de sex medaljer och slutade på trettionde plats i medaljligan.

## Medaljer

### Guld
- Jesper Bank, Steen Secher och Jesper Seier - Segling, soling

### Silver
- Arne Nielsson och Christian Frederiksen - Kanotsport, C-2 1000 m

### Brons
- Thomas Stuer-Lauridsen - Badminton, singel
- Brian Nielsen - Boxning, supertungvikt
- Jørgen Bojsen-Møller och Jens Bojsen-Møller - Segling, flygande holländare
- Ken Frost, Jimmi Madsen, Klaus Nielsen, Jan Petersen och Michael Sandstød - Cykling, förföljelselopp lag

## Bågskytte
Herrarnas individuella
- Ole Gammelgaard — Sextondelsfinal, 26:e plats (0-1)
- Henrik Toft — Sextondelsfinal, 27:e plats (0-1)
- Jan Rytter — Rankningsomgång, 64:e plats (0-0)

Herrarnas lagtävling
- Gammelgaard, Toft och Rytter — Åttondelsfinal, 13:e plats (0-1)

## Cykling
Damernas linjelopp
- Karina Skibby
  - Final — 2:05:03 (→ 11:e plats)

## Fotboll
Herrar
Gruppspel
|                | Spelade | Vinster | Oavgjorda | Förluster | Gjorda mål | Insläppta mål | Poäng |
| -------------- | ------- | ------- | --------- | --------- | ---------- | ------------- | ----- |
| Ghana U23      | 3       | 1       | 2         | 0         | 4          | 2             | 4     |
| Australien U23 | 3       | 1       | 1         | 1         | 5          | 4             | 3     |
| Mexiko U23     | 3       | 0       | 3         | 0         | 3          | 3             | 3     |
| Danmark U23    | 3       | 0       | 2         | 1         | 1          | 4             | 2     |

## Friidrott
Damernas 3 000 meter
- Gitte Karlshøj
  - Heat — 8:54,05 (→ gick inte vidare)

Damernas 10 000 meter
- Dorthe Rasmussen
  - Heat — 33:22,43 (→ gick inte vidare)

Damernas längdhopp
- Renata Nielsen
  - Heat — 6,63 m
  - Final — 6,06 m (→ 11:e plats)

## Segling
Herrarnas lechner
- Morten Christoffersen
  - Slutlig placering — 183,0 poäng (→ 17:e plats)

Herrarnas 470
- Hans Jørgen Riber och Jesper Pilegaard
  - Slutlig placering — 139 poäng (→ 19:e plats)

Damernas 470
- Susanne Ward och Marianne Nielsen
  - Slutlig placering — 98,4 poäng (→ 13:e plats)